# Lalla Wiborg
Lalla Wiborg (Kragerø, 19 mei 1869 – 18 november 1953) was een Noors zangeres, deels gespecialiseerd in opera.
Zijn was een van de elf kinderen van consul Thomas Moller Wiborg (1835-1918) en Hansine Daae (1841-1930) uit Bergen. Lalla’s zusters Elisa Wiborg (1862-1938) en Nanne Wiborg (1864-1939) waren eveneens operazangeressen.
In 1893 kreeg ze een kleine staatstoelage om te studeren. In 1894 kwamen al de eerste concerten. Haar muzikale opleiding kreeg ze van onder meer Natalie Haenisch (1842-1921) in Dresden waarna ze met haar zusters optrad als "De tre syngende søstre". Verdere studies kwamen van Pauline Vaneri-Filippi in Milaan, Georg Hanschel in Londen en Pauline Viardot-Garcia in Parijs. Ze trad op met diverse bekende orkesten in Duitsland, België en Rusland. In Londen vond men in 1896 haar naar aanleiding van een concert een goede zangeres, maar dat ze het niveau van Elisa niet haalde. Op 16 februari 1897 zong ze samen met Elisa in Stuttgart Noorse liederen. Lalla schoof daarna op naar coloratuurzangeres. In Noorwegen zelf gaf ze een aantal concerten in het Nationaltheatret. In 1900 werd ze in een concert geleid door dirigent Johan Halvorsen en zong ze in Mignon van Ambroise Thomas aldaar. In 1902 zong ze de rol van Zerlina in Don Giovanni van Wolfgang Amadeus Mozart.
Vanaf 1898 was ze gehuwd met ingenieur Alf Scott Hansen. Hun zoon Alf Scott Hansen  werd ook ingenieur en huwde Wenche Foss. Hun andere zoon, Oyvind Scott Hansen, werd diplomaat.
Johan Backer Lunde droeg zijn Vijf liederen opus 27 aan haar op, waarvan ze ook de première gaf op 11 oktober 1902. Agathe Backer-Grøndahl deed met haar To klaverstykker opus 68 hetzelfde.  